# Águas (Penamacor)
Águas ist eine ehemalige Gemeinde (Freguesia) im portugiesischen Kreis Penamacor. In ihr leben 299 Einwohner (Stand 30. Juni 2011).
Im Zuge der administrativen Neuordnung zum 29. September 2013 wurde Águas mit Aldeia de João Pires und Aldeia do Bispo zur neuen Gemeinde União de Freguesias de Aldeia do Bispo, Águas e Aldeia de João Pires zusammengefasst. Hauptsitz der neuen Gemeinde ist Aldeia do Bispo.